# Treron sphenurus
Treron sphenurus este o specie de pasăre din familia porumbeilor și turturelelor, Columbidae. Habitatele sale naturale sunt pădurea de câmpie umedă subtropicală sau tropicală și pădurea montană umedă subtropicală sau tropicală. Se găsește în Subcontinentul Indian și în Asia de Sud-Est. Este răspândită în Bangladesh, Bhutan, Cambodgia, India, Indonezia, Laos, Malaezia, Myanmar, Nepal, Thailanda, Tibet și Vietnam.

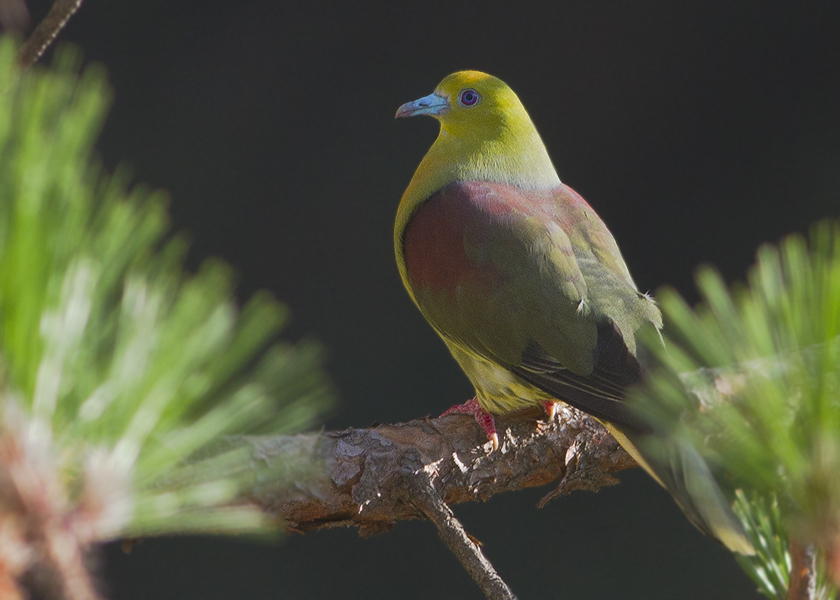
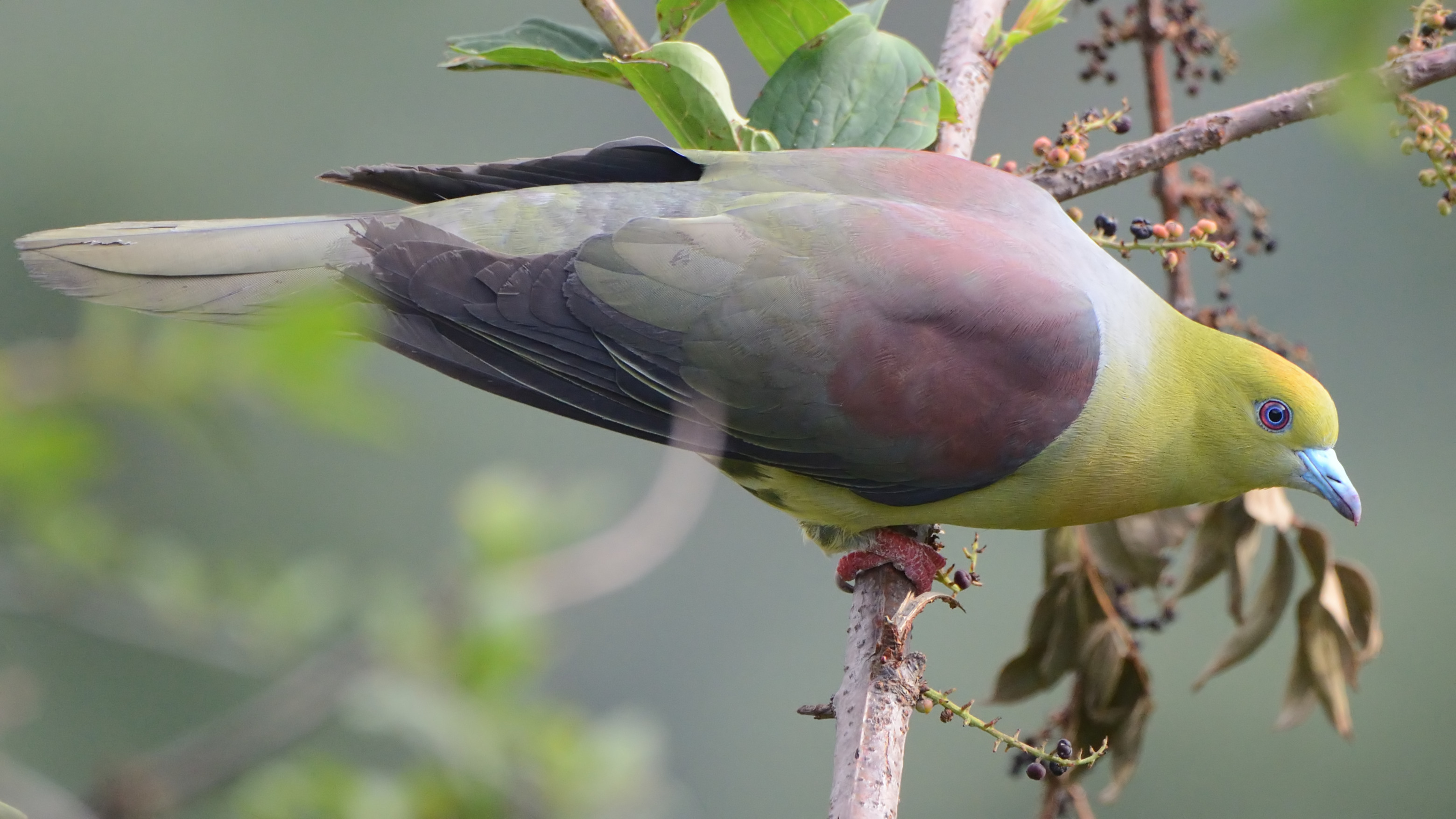